# SIP
Protokol za pokretanje sesije (eng. SIP - Session Initiation Protocol) je signalizacijski protokol koji se rabi radi uspostave, modificiranja i raskidanja višemedijskih sesija u mrežama zasnovanim na internetskom protokolu (IP networks). Razvilo ga je i standardiziralo Radno tijelo za razvoj Interneta (IETF - Internet Engineering Task Force), i ostala značajna međunarodna tijela prihvatila su ga kao glavni protokol u višemedijskim domenama 3G mobilnih sustava (višemedijski podsustav utemeljen na protokolu IP, IMS - IP Multimedia Subsystem) i kao okosnicu mreže sljedeće generacije (NGN - Next Generation Network).
Ovaj je aplikacijski protokol za signale koji je definirao IETF, koji se široko primjenjuje za upravljane multimedijskom komunikacijom kao zvuk ili video preko mreža koje koriste IP. Ovaj protokol se koristi za stvaranje, mijenjanje i prekidanje protoka komunikacija između dvije stranke (unicast) ili između više stranaka (multicast). Mijenjanje se odnosi na mijenajnje adrese ili porta, pozivanje više sudionika, dodavanje ili oduzimanje medijskih prikaza. Aplikacije koje koriste SIP su: video konferencija, instantne poruke, online igre. Glavni dizajneri SIP-a su Henning Schulzrinne i Mark Handley, i rad su započeli 1996. Zadnja inačica specifikacije SIP-a je RFC 3261. U studenom 2000, SIP je prihvaćen kao signalni protokol za 3GPP, i kao stalni dio arhitekture za multimedijske service u mobilnim sustavima IP Multimedia Subsystem (IMS).